# 이남행
이남행(李南行, Lee Nam Haeng, 1955년 9월 29일 ~ )은 대한민국의 판소리 국악인이다.

## 개요
이남행은 대한민국의 판소리 국악인이다. 1955년 전라남도 함평에서 태어났으며 9세 때 판소리를 좋아하는 부친과 함께 소리 선생에게 판소리 눈대목을 배웠다. 조상현 명창에게 춘향가와 김일구 명창에게 적벽가를 사사하였고, 김영자 명창에게 수궁가, 김수연 명창에게 심청가를 사사하였다. 그는 국악의 대중화를 위하여 1994년 6월에 서울시 종로구 낙원동에 <국악동호회 소리랑> 단체를 결성하여 각 분야의 국악인들과 함께 판소리와 민요 춤, 기악, 풍물 등 강좌를 열고 일반시민들이 언제든 가까이에서 부담 없이 배울 수 있도록 하였으며, 국악인들과 동호인들이 함께 공연과 봉사활동을 할 수 있도록 환경을 마련하였다. 지금도 매월 80여명의 동호회원들이 국악을 배우고 활동을 하고 있다. <국악동호회 소리랑>은 국악계나 전국의 수많은 국악동호인들에게 잘 알려져 있으며, 국악 보급과 발전에 많은 기여를 하고 있는 것으로 평가 받고 있다. 이남행은 각 대학교의 평생교육원에서 판소리 지도 겸임교수를 역임하였고, 문화센터에서 시민들에게 판소리를 전수하고있으며 (사)한국국악협회서울시지회 성북구지부장을 맡고 성북지역의 국악 활성화에도 기여하고 있다.

## 약력
- 김일구, 김영자, 조상현, 김수연 선생께 판소리 적벽가, 수궁가, 춘향가, 심청가 사사
- 경주 전국국악대전 판소리 일반부 장원
- 영광법성포단오제 전국국악경연대회 명창부 최우수상
- 천향대학교 연극무용과 전통연희 판소리 과목 겸임교수 역임
- 건국대학교 미래지식교육원 판소리 과목 지도교수 역임
- 현 한국국악동호회'소리랑' 대표이사 및 지도교수
- 현 '이남행 판소리 전수원' 대표
- 현 (사)한국국악협회서울시지회 성북구지부장
- 각 국악경연대회 심사위원 활동
- 판소리 수궁가 완창 (서울시 종로구 전통문화예술공연장)
- 매년 한국문화의 집 코우스 및 문화재전수회관 풍류극장에서 제자들과 발표회
- 2014년 소리랑 창립 20주년 기념공연 ‘창극 춘향전’을 국립극장 달오름극장에 올림